# 에어로케이
에어로케이(영어: Aero K)는 대한민국의 초저비용 항공사이며, 청주국제공항을 허브 공항으로 두고 있다.

## 역사
지난 2017년, 한화그룹을 포함한 기업과 개인 투자자를 통해 450억원의 자금으로 출범한 에어로케이는 본래 2018년 거점인 청주 ~ 제주 노선을 취항하려 하였으나 국토교통부의 항공운송사업 신청이 반려되어 운항이 다소 지연되었다.
이후 2019년, 국토교통부는 항공운송면허 발급을 승인하였고, 2021년, 청주 ~ 제주 노선을 취항하였다. 그러나, 타 항공사 대비 저조한 탑승률과 엔진결함에 따른 운항중단 등의 저조한 수익에 따라 투자유치와 더불어 경영 매각 등을 검토하였으며2022년 8월 대명화학그룹에서 유상증자를 통해 경영권을 인수후 에어로케이홀딩스가 가지고 있는 지분을 인수하였다. 그룹에 로젠택배도 있어 항공화물로 시너지효과를 기대하고 있다.

## 연혁

### 2010년대

#### 2016년
- 5월: 항공사 설립

#### 2017년
- 8월: 국토교통부에 항공운송사업 신청 (반려)
- 12월: 국토교통부에 항공운송사업 재신청 (반려)

#### 2019년
- 1월: 국토교통부에 항공운송사업 재신청
- 3월 5일: 국제항공운송사업 면허 취득
- 10월 7일: 운항증명(AOC) 신청

### 2020년대

#### 2020년
- 1월 20일: IATA와 ICAO코드 배정
- 2월 16일: 1호기 도입 (에어버스 A320-200, HL8384)
- 12월: 운항증명(AOC) 신청 허가

#### 2021년
- 2월 25일: 청주 ~ 제주 임시 취항
- 3월: 부정기편 운항 개시
- 4월 15일: 청주 ~ 제주 정기 취항
- 12월 18일: 엔진 결함 운항 중단

#### 2022년
- 8월 23일: 대명화학그룹에 매각

#### 2023년
- 6월 26일 : 2호기  도입 (에어버스 A320-200, HL8386)
- 6월 28일 : 3호기 도입 (에어버스 A320-200, HL8540)
- 7월 6일 : 청주 ~ 오사카(간사이) 신규취항
- 7월 21일 : 4호기 도입 (에어버스 A320-200. HL8385)
- 9월 12일 : 청주 ~ 타이페이(타오위안) 신규취항
- 11월 14일 : 5호기 도입 (에어버스 A320-200, HL8562)
- 11월 23일 : 청주 ~ 클라크 신규취항

#### 2024년
- 5월 13일 : 청주 - 마닐라 신규취항
- 5월 15일 : 청주 - 울란바토르 신규취항

## 취항지
|  | 허브        |
|  | 취항 예정지 |
|  | 전세편 노선 |
|  | 단항 노선   |

| 도시                                                                           | 공항 IATA     | 공항 ICAO                                                  | 공항 이름  | 비고   | 운항 횟수                    |
| ------------------------------------------------------------------------------ | ------------- | ---------------------------------------------------------- | ---------- | ------ | ---------------------------- |
| 서울/인천 \|\| align=center\|ICN \|\| align=center\|RKSI \|\| 인천             |               |                                                            |            |        |                              |
| 양양 \|\| align=center\|YNY \|\| align=center\|RKNY \|\| 양양                  | [ 8 ]         | 일 1회 운항, 청주국제공항 발                               |            |        |                              |
| 제주 \|\| align=center\|CJU \|\| align=center\|RKPC \|\| 제주                  |               | 일 3회 운항, 청주국제공항 발                               |            |        |                              |
| 청주 \|\| align=center\|CJJ \|\| align=center\|RKTU \|\| 청주                  | 허브          |                                                            |            |        |                              |
| 칭다오                                                                         | TAO           | ZSQD                                                       | 자오둥     | [ 9 ]  | 주 7회 운항, 청주국제공항 발 |
| 도쿄 \|\| align=center\|NRT \|\| align=center\|RJAA \|\| 나리타                | [ 10 ] [ 11 ] | 주 7회 운항, 청주국제공항 발 일 1회 운항, 인천국제공항 발  |            |        |                              |
| 도카치 \|\| align=center\|OBO \|\| align=center\|RJCB \|\| 도카치오비히로      | [ 12 ]        | 주 3회 운항, 청주국제공항 발                               |            |        |                              |
| 삿포로 \|\| align=center\|CTS \|\| align=center\|RJCC \|\| 신치토세            | [ 13 ]        | 주 2회 운항, 청주국제공항 발                               |            |        |                              |
| 오사카 \|\| align=center\|KIX \|\| align=center\|RJBB \|\| 간사이              | [ 14 ]        | 주 14회 운항, 청주국제공항 발 주 2회 운항, 인천국제공항 발 |            |        |                              |
| 후쿠오카 \|\| align=center\|FUK \|\| align=center\|RJFF \|\| 후쿠오카          | [ 15 ]        | 주 7회 운항, 청주국제공항 발                               |            |        |                              |
| 타이베이 \|\| align=center\|TPE \|\| align=center\|RCTP \|\| 타오위안          | [ 16 ]        | 일 1회 운항, 청주국제공항 발                               |            |        |                              |
| 가오슝 \|\| align=center\|KHH \|\| align=center\|RCKH \|\| 가오슝              | [ 17 ]        | 주 2회 운항, 인천국제공항 발                               |            |        |                              |
| 울란바타르                                                                     | UBN           | ZMCK                                                       | 울란바타르 | [ 18 ] | 주 3회 운항, 청주국제공항 발 |
| 하노이 \|\| align=center\|HAN \|\| align=center\|VVNB \|\| 노이바이            | [ 19 ]        | 일 1회 운항, 인천국제공항 발                               |            |        |                              |
| 냐짱 \|\| align=center\|CXR \|\| align=center\|VVCR \|\| 깜라인                | [ 20 ]        | 주 4회 운항, 인천국제공항 발                               |            |        |                              |
| 다낭 \|\| align=center\|DAD \|\| align=center\|VVDN \|\| 다낭                  | [ 21 ]        | 주 7회 운항, 청주국제공항 발                               |            |        |                              |
| 마닐라 \|\| align=center\|MNL \|\| align=center\|RPLL \|\| 니노이아키노        | [ 18 ]        | 주 3회 운항, 청주국제공항 발                               |            |        |                              |
| 세부 \|\| align=center\|CEB \|\|align=center\|RPVM \|\| 막탄 세부              | [ 22 ]        | 주 2회 운항, 청주국제공항 발                               |            |        |                              |
| 클라크 \|\| align=center\|CRK \|\| align=center\|RPLC \|\| 디오스다도 마카파갈 | [ 23 ]        | 일 1회 운항, 청주국제공항 발                               |            |        |                              |

## 보유 기종

### 현재 보유 중인 기종
- 2025년 2월 기준으로 에어로케이는 다음과 같은 기종을 보유하고 있다.[24]

## 같이 보기
- 대한민국의 항공사 목록
- 저비용 항공사